# Nepsis
Nepsis (Grego: νῆψις) é um conceito e prática presente, primariamente, na teologia cristã oriental. Significa sobriedade, abstinência ou vigilância, de modo que o verbo nepso tem por significado: manter-se  sóbrio, abster-se de vinho, e constitui uma condição de sobriedade e atenção adquirida após um período de catarse. Assim, "é um método espiritual que confronta todo o humano  com a graça de Deus, a reunião de si mesmo: concentração, foco e quietude (hesychia); a postura da mente e do coração discernentes".
São Hesíquio, o sacerdote define nepsis como "uma contínua fixação e interrupção do pensamento na entrada do coração." e como consta na Filocalia: "constitui um método espiritual que, com a ajuda de Deus, liberta inteiramente o homem dos pensamentos e das palavras apaixonadas e também das más ações, se for praticada por um bom tempo e arduamente. Ela fornece também, na medida do possível, um conhecimento seguro de Deus o Incompreensível, e abre os mistérios divinos e ocultos. Ela conduz ao cumprimento de todos os mandamentos de Deus, do Antigo e do Novo Testamento, e propicia todos os bens do século futuro. Ela consiste propriamente na pureza do coração, a qual, por causa de sua grandeza e de sua beleza (ou mais exatamente devido à nossa negligência), é tão rara entre os monges hoje em dia. É ela que Cristo beatificou quando disse: 'Bem-aventurados os puros de coração, pois eles verão a Deus'. Tal é a sua eminência. Ela se adquire a um alto preço. Praticada longamente, ela se torna um guia que nos conduz à via direita e que agrada a Deus".

## Etimologia
O termo vem originalmente da Primeira Epístola de Pedro do Novo Testamento (1 Pd 5:8, νήψατε, γρηγορήσατε. ὁ ἀντίδικος ὑμῶν διάβολος ὡς λέων ὠρυόμενος περιπατεῖ ζητῶν τινα καταπιεῖν — Bíblia do Peregrino: Sede sóbrios, vigiai, pois vosso adversário, o Diabo, como leão rugindo, dá voltas buscando a quem devorar.). No texto, nepsis aparece em sua forma verbal, no modo imperativo, como um comando de urgência para a vigilância, vigília e sobriedade: "Sede sóbrios, vigiai".

## Relação com o ascetismo
No Cristianismo Ortodoxo, a luta contra a corrupção das paixões é conduzida através do esforço ascético para purificar a alma, se torna necessário, portanto, alcançar uma relação harmoniosa entre o espírito e o coração, a fim de desenvolver e edificar a personalidade na vida da graça – pois o caminho da união não é um mero processo inconsciente, e esse pressupõe uma vigilância incessante do espírito e um esforço constante da vontade.